# Современная (партия)
«Современная» (пол. .Nowoczesna) — польская центристская политическая партия. Основана в мае 2015 года депутатом Польского Сейма Рышардом Петру (покинул партию в 2018 году). В настоящее время лидером партии является Адам Шлапка.

## История
Партия .Nowoczesna была основана в 2015 году как NowoczesnaPL Рышардом Петру. Первый съезд партии прошёл 31 мая 2015 года, на нём присутствовали около 6000 человек.
В августе 2015 среди членов «Современной» возникли споры из-за названия партии (уже существовала неправительственная организация Фонд современной Польши (пол. Fundacja Nowoczesna Polska)). В связи с этим название было изменено на .Nowoczesna.
На Парламентских выборах 2015 года «Современная» получила 7,6 % голосов и 28 мест в Сейме.
4 июня 2016 партия была принята в Альянс либералов и демократов за Европу.
На съезде партии в ноябре 2017 новым лидером партии была избрана Катажина Любнауер (149 голосов против 140 голосов за Рышарда Петру).
В 2018 .Nowoczesna и Гражданская платформа основали Гражданскую коалицию для совместного участия в Местных выборах 2018 года. В мае 2018 основатель партии Рышард Петру покинул созданную им партию.
В 2019 «Современная» участвовала в Выборах в Европарламент в составе Европейской коалиции.
В 2019 .Nowoczesna участвовала в парламентских выборах 2019 года в составе Гражданской коалиции наравне с Гражданской платформой, «Польской инициативой» и Партией зелёных, и получила 6 мест в Сейме. После выборов лидером партии стал Адам Шлапка.
На парламентских выборах 2023 года «Современная» вновь участвовала в составе Гражданской коалиции. Партия получила 375 776 голосов (1,76 %) и 6 мест в Сейме.

## Идеология
Программа «Современной» основана на принципах классического либерализма, из-за этого её часто сравнивают со Свободной демократической партией Германии. Партийная программа в первую очередь уделяет внимание экономическим вопросам: партия поддерживает фискальный консерватизм и экономический либерализм, выступая за снижение налогов и минимальное государственное вмешательство в экономику. Кроме того, «Современная» поддерживает скорейшее присоединение Польши к еврозоне. 
Партия поддерживает легализацию продажи марихуаны, гражданских партнёрств, однополых браков и легализацию абортов до 12-й недели.
Во внешней политике, Партия поддерживает членство Польши в Европейском союзе и НАТО.